# Pherallodus indicus
Pherallodus indicus är en fiskart som först beskrevs av Weber, 1913.  Pherallodus indicus ingår i släktet Pherallodus och familjen dubbelsugarfiskar. Inga underarter finns listade i Catalogue of Life.